# Цибульский, Войцех
Войцех Правдзиц Цибульский (пол. Wojciech Prawdzic Cybulski, 10 апреля 1808, Конин — 16 февраля 1867, Бреслау) — польский лингвист, профессор, участник Ноябрьского восстания, член прусского Национального собрания и прусского ландтага в Берлине в 1849—1852.

## Биография
Филологическое образование получил в Берлинском университете в 1828—1836 годах. Сначала он изучал классическую филологию и историю на лекциях профессора Гегеля. В 1829 году познакомился с Адамом Мицкевичем, который оказал на него большое влияние и повлиял на изменение его интереса в сторону изучения славянской литературы.
В 1831 году он тайно оставил Берлин для участия в восстании. Раненый в столкновении под Рутками был захвачен русскими. Наказание отбывал в Вильнюсе и Бобруйске. В 1833 году по пути в Берлин, он был арестован и заключен в крепость в Свиднице, но через некоторое время освобожден и получил возможность окончить учёбу в Берлинском университете.
В 1836 году защитил докторскую диссертацию и начал читать лекции по славянским языкам. После получения стипендии совершал научные поездки в южнославянские страны, последовательно останавливался в Праге, Вене, Братиславе, Белграде, Загребе, Будапеште и в Кракове. В 1841 году хабилитировался и занял должность частного адъюнкт-профессора в Берлинском университете, где проработал до 1859 года. 14 декабря того же года занял пост во Вроцлавском университете на Кафедре славянской филологии. Свою первую лекцию он прочитал 16 апреля 1860 года. В том же году он женился на Юзефе Маччиньски. Во время работы во Вроцлавском университете вел занятия по славянским языкам и литературе, много времени уделял изучению творчества Мицкевича. Посмертно, в 1870 году, благодаря стараниям Я. И. Крашевского, его «Чтения о польской поэзии в первой половине XIX века» были опубликованы в двух томах — труде, во многом посвященном Мицкевичу. 11 февраля 1861 года он стал куратором Литературно-славянского общества, им он оставался до самой смерти. 
Умер от сердечного приступа.